# Mancomunidad La Cabrera-Valdería
La Mancomunidad La Cabrera-Valdería es una agrupación voluntaria de municipios para la gestión en común de determinados servicios de competencia municipal, creada por varios municipios en la provincia de León, de la comunidad autónoma de Castilla y León, España.

## Municipios integrados
La Mancomunidad La Cabrera-Valdería está formada por los siguientes municipios:
- Castrillo de Cabrera
- Castrocalbón
- San Esteban de Nogales
- Truchas

## Sede
Sus órganos de Gobierno y Administración tendrán su sede rotatoria, por períodos anuales.

## Fines
- La prestación del servicio de recogida, transporte, vertido y tratamiento, en su caso, de residuos sólidos.[1]

## Estructura orgánica
El gobierno, administración y representación de la Mancomunidad corresponden a los siguientes órganos:
- Presidente.
- Consejo de la Mancomunidad.